# دائرة الأربعاء
دائرة الأربعاء إحدى دوائر ولاية البليدة وتضم بلديات الأربعاء وصوحان.

## الشؤون الدينية

### الزوايا
- «زاوية سيدي المربوسي».[1]
- «زاوية سيدي خير الدين».[2]